# Jacques von Bedriaga
Jacques Vladimir von Bedriaga vagy Jakob Vlagyimirovics Bedriaga (1854-1906) orosz herpetológus volt, aki a Voronyezs melletti Kriniz faluban született. Zoológiai szakmunkákban nevének rövidítése: „Bedriaga”.

## Élete
Bedriaga, a Moszkvai Állami Egyetemen tanult Anatolij Petrovics Bogdanov irányítása alatt. Később Németországba költözött, ahol Ernst Haeckellel és Karl Gegenbaurral a Jénai Egyetemre járt. 1875-ben megkapta doktori címét; a disszertációja a hüllők nemiszervéről szólt.
Érettségi után, Bedriaga Gegenbaurral együtt továbbra is a hüllőket tanulmányozták, és gyakran végeztek kutatásokat a földközi-tengeri térségben. 1880-ban kiadta egyik fő művét, amely a görögországi hüllőkről szól; ennek címe: „Die Amphibien und Reptilien Griechenlands”. Kutatásai néha haza, Oroszországba vezették, ahol a Közép-Ázsiából gyűjtött hüllőket vette számba. Nyikolaj Mihajlovics Przsevalszkij gyűjteményét is átnézte. 1881-ben az egészségügyi problémái miatt a franciaországi Nizza városba, később pedig az olaszországi Firenzébe költözött. Az utóbbi városban, 1906-ban meghalt.
A következő állatokat Bedriaga tiszteletére neveztek el: korzikai gyík (Archaeolacerta bedriagae vagy Lacerta bedriagae), Acanthodactylus bedriagai, spanyol ércesgyík (Chalcides bedriagai) és Rana bedriagae.

## Kiválasztott művei
- Ueber die Entstehung der Farben bei den Eidechsen (About the emergence of color in lizards) 1874.
- Die Amphibien und Reptilien Griechenlands (Amphibians and reptiles of Greece) 1880.
- Beiträge zur Kenntnis der Amphibien und Reptilien der Fauna von Corsika (Contributions to the knowledge of amphibians and reptiles of Corsica) 1883.
- Beiträge zur Kenntnis der Lacertiden-Familie. (Lacerta, Algiroides, Tropidosaura, Zerzumia und Bettaia) (Contributions to the knowledge of the Lacertiden family) 1886.[2]
- Wissenschaftliche Resultate der von N. M. Przewalski nach Central-Asien untemammenen Reisen.

## Jacques von Bedriaga által alkotott és/vagy megnevezett taxonok
Az alábbi linkben megnézhető Jacques von Bedriaga taxonjainak egy része.

## Fordítás
- Ez a szócikk részben vagy egészben  a   Jacques von Bedriaga című angol Wikipédia-szócikk ezen változatának fordításán alapul.  Az eredeti cikk szerkesztőit annak laptörténete sorolja fel. Ez a jelzés csupán a megfogalmazás eredetét és a szerzői jogokat jelzi, nem szolgál a cikkben szereplő információk forrásmegjelöléseként.